# Karl Herzfeld
Karl Ferdinand Herzfeld (24 de febrero de 1892 – 3 de junio de 1978) fue un físico austríaco - estadounidense .

## Educación
Herzfeld nació en Viena durante el reinado de los Habsburgo sobre el Imperio Austro-Húngaro. "Provenía de una prominente familia judía recientemente asimilada". Su padre era médico y profesor ordinario de obstetricia y ginecología en la Universidad de Viena. Su madre, Camilla de soltera Herzog, era hija de un editor de periódicos y hermana del químico orgánico RO Herzog.
En 1902, cuando Herzfeld tenía 10 años, se inscribió en el Gymnasium Schottengymnasium privado, que estaba a cargo de la Orden Benedictina de la Iglesia católica y tenía su nombre derivado del hecho de que los fundadores procedían de Escocia. Asistió a esta escuela hasta 1910, cuando comenzó a asistir a la Universidad de Viena para estudiar física y química. En 1912, realizó cursos en la Universidad de Zúrich y en la Eidgenössische Technische Hochschule Zürich (ETH). Fue en Zúrich donde conoció a Otto Stern, que estaba en la ETH; Más tarde, Herzfeld atribuyó a las conversaciones con Stern su profundo conocimiento de la termodinámica. En 1913 fue a estudiar a la Universidad de Gotinga, tras lo cual Herzfeld regresó a Viena y se doctoró en 1914 con Friedrich Hasenöhrl, que se había convertido en director del Instituto de Física Teórica tras el suicidio de Ludwig Boltzmann en 1906.
La tesis doctoral de Herzfeld aplicaba la mecánica estadística a un gas de electrones libres como modelo para una teoría de los metales. Cuando se doctoró, ya había publicado seis artículos científicos. En uno de ellos, intentó derivar un modelo del átomo de hidrógeno. Este trabajo se publicó en 1912, poco antes de que Niels Bohr presentara su primer trabajo sobre el modelo de Bohr del átomo de hidrógeno. 
Al recibir su doctorado, Herzfeld se alistó como voluntario en el ejército austrohúngaro. Poco después estalló la Primera Guerra Mundial, en la que sirvió hasta 1918, alcanzando el rango de primer teniente. El director de tesis de Herzfeld, Hasenöhrl, fue llamado a filas durante la Primera Guerra Mundial y murió en el frente. Durante su estancia en el ejército, Herzfeld publicó seis artículos sobre mecánica estadística aplicada a problemas de física y química, especialmente a la estructura de la materia: gases, líquidos y sólidos.
Después de la Guerra, Herzfeld regresó a la Universidad de Viena, sin embargo, la Universidad estaba en una situación financiera tan desesperada que se mudó a Múnich en 1919, con la intención de estudiar química analítica y conseguir un trabajo en la industria química alemana, que tenía un reputación muy respetada. Primero, fue asistente en el laboratorio físico-químico de Kasimir Fajans en la Universidad Ludwig Maximilian de Múnich (LMU). Sin embargo, una vez allí, encontró más de su agrado el desafío de la física teórica. Se convirtió en profesor asociado de física teórica y química física en LMU y, por lo tanto, estuvo mucho más asociado con Arnold Sommerfeld, quien fue profesor ordinario de física teórica y director del Instituto de Física Teórica, una organización destacada para el estudio de la atómica y estructura molecular. Desde 1925, hasta que dejó LMU en 1926, fue profesor extraordinario de física teórica. Durante este tiempo, Linus Pauling realizó estudios posdoctorales con él, y fue el asesor de tesis de Walter Heitler, quien obtuvo su doctorado en 1926. En 1925, Herzfeld publicó su libro sobre teoría cinética y mecánica estadística, que se convirtió en un libro de texto para graduados en universidades de habla alemana.

## Carrera profesional
En 1926, Herzfeld aceptó una plaza de profesor visitante en la Universidad Johns Hopkins en Baltimore, Maryland, que se convirtió en un puesto fijo en la facultad. Durante 1930 y 1932, fue profesor en Cooper Union y en la Universidad de Fordham en la ciudad de Nueva York.
Durante su estancia en la Johns Hopkins, Herzfeld realizó numerosas investigaciones con el químico Francis O. Rice, que se incorporó a la Universidad como profesor asociado el mismo año en que llegó Herzfeld. Su trabajo de 1928 analizaba el papel de las vibraciones moleculares en la transferencia de energía entre las ondas ultrasónicas y las moléculas de gas. En la Johns Hopkins, Herzfeld trabajó con otros colegas europeos de la facultad de física de la Universidad, concretamente con James Franck y Maria Goeppert-Mayer, que fueron galardonados con los premios Nobel de Física en 1925 y 1963, respectivamente. Franck llegó a Johns Hopkins después de abandonar Alemania en 1933, donde había sido profesor de física experimental y director del Segundo Instituto de Física Experimental de la Universidad de Gotinga y colega cercano de Max Born, que era director del Instituto de Física Teórica de Gotinga. Goeppert-Mayer fue alumna de Born y se incorporó a la facultad de Johns Hopkins en 1931. Goeppert-Mayer y Herzfeld publicaron artículos sobre los estados de agregación y reacciones de fusión nuclear. Herzfeld fue coautor de artículos con Franck sobre la fotosíntesis, uno de ellos después de que ambos abandonaron Johns Hopkins. John Archibald Wheeler, quien se convirtió en un destacado físico, se doctoró con Herzfeld en 1933.
En 1936, Herzfeld se mudó a la Universidad Católica de América en Washington D. C., donde permaneció hasta su muerte en 1978. Recibió el estatus de emérito en 1969 y se mantuvo activo por el resto de su vida.
Las razones por las que Herzfeld abandonó el Johns Hopkins fueron descritas en una carta dirigida a Arnold Sommerfeld. Una de las razones principales fue la grave situación financiera de Johns Hopkins. Sin embargo, también había otras razones. Una de ellas era que su relación con R. W. Wood, profesor de física experimental y presidente del departamento de física, se había deteriorado. Además, J. A. Bearden, otro experimentalista, pensaba que había demasiado énfasis en la física teórica y que el número de físicos alemanes en el pequeño departamento estaba desequilibrado. Bearden también sospechaba que Herzfeld había traído a Franck a Johns Hopkins para favorecer las ambiciones de Herzfeld de ser presidente del departamento. Por último, Bearden creía que Herzfeld había provocado disensiones en el departamento por su fuerte apoyo a la promoción de Göppert-Mayer de investigador asociado en física a profesor titular. Herzfeld recibió ofertas de la Universidad de Fordham y de la Universidad Católica, pero ninguna de ellas era atractiva porque no tenían departamentos de investigación sólidos. Mientras hablaba de la situación con Isaiah Bowman, presidente de la Johns Hopkins, quedó claro que las dificultades financieras de la universidad podrían requerir la reducción de la facultad de física. Teniendo esto en cuenta, Herzfeld aceptó la oferta de la Universidad Católica. Las responsabilidades docentes y el salario de Herzfeld en la Universidad Católica eran más o menos los mismos que en la Johns Hopkins, pero había obligaciones administrativas adicionales, ya que también era director del departamento de física.
A finales de la década de 1940, Herzfeld incrementó la atención en la Universidad Católica a los cálculos mecánico-cuánticos sobre la estructura electrónica de las moléculas poliatómicas, estableciendo así una posición respetada para la Universidad en este campo.
En 1959, Herzfeld y Theodore A. Litovitz colaboraron en un libro, en parte, resumiendo el pensamiento de Herzfeld sobre la ultrasónica durante los más de 30 años transcurridos desde su artículo con F. O. Rice. En 1966, Herzfeld publicó un artículo de revisión que resumía 50 años de desarrollos en ultrasonidos físicos.

## Vida personal
En 1938, Herzfeld se casó con Regina Flannery, quien era profesora de antropología en la Universidad Católica; cuando se jubiló en 1970, se había convertido en profesora y en la primera mujer en dirigir ese departamento.
Herzfeld era un católico que tenía un profundo interés en la teología católica. Recibió la Medalla James Cardinal Gibbons por sus contribuciones a los Estados Unidos, la Iglesia Católica y la Universidad Católica de América.

## Premios
- 1958 – Elegido miembro de la Academia Estadounidense de las Artes y las Ciencias[1]
- 1960 – Elegido miembro de la Academia Nacional de Ciencias[1]
- 1964 – Mención de servicio meritorio de la Marina de los EE. UU. por sus servicios durante la Segunda Guerra Mundial[1]

## Publicaciones

### Artículos
- Karl F. Herzfeld Über ein Atommodell, das die Balmer'sche Wasserstoffserie aussendet, Sitzungsberichte der Koniglichen Akademie der Wissenschaften Wien 121(2a):593-601 (1912)
- Karl F. Herzfeld Zur Elektronentheorie der Metalle, Annalen der Physik (4) 41:27-52 [tesis doctoral de Herzfeld en la Universidad de Viena bajo la dirección del profesor Friedrich Hasenöhrl] (1913)
- Karl F. Herzfeld sobre las propiedades atómicas que hacen que un elemento sea un metal, Physical Review 29: 701-705 (1927)
- Karl F. Herzfeld y FO Rice Dispersión y absorción de ondas sonoras de alta frecuencia, Physical Review 31:691-95 (1928)
- Karl F. Herzfeld y Maria Goeppert-Mayer Sobre los estados de agregación, Journal of Chemical Physics 2: 38-45 (1934)
- FO Rice y Karl F. Herzfeld La descomposición térmica de compuestos orgánicos desde el punto de vista de los radicales libres. VI. El mecanismo de algunas reacciones en cadena',' Mermelada. química Soc. 56: 284–289 (1934)
- Karl F. Herzfeld y M. Göppert-Mayer Sobre la teoría de la fusión, Phys. Apocalipsis 46:995-1001 (1935)
- Karl F. Herzfeld y James Franck Un intento de teoría de la fotosíntesis, J. Chem. física 5:237-51 (1937)
- Karl F. Herzfeld y James Franck Contribuciones a una teoría de la fotosíntesis, J. Phys. química 45:978-1025 (1941)
- Karl F. Herzfeld Niveles de electrones en moléculas poliatómicas que tienen dobles enlaces resonantes, Chemical Reviews 41:233-56 (1947)
- Karl F. Herzfeld Superficies nodales en funciones de onda molecular Review of Modern Physics 21: 527-30 (1949)
- Karl F. Herzfeld Cincuenta años de ultrasonidos físicos, The Journal of the Acoustical Society of America Volumen 39, Número 5A, págs. 813–825, Universidad Católica de América, Washington, DC (Recibido el 27 de julio de 1965)

### Libros
- Karl F. Herzfeld Zur Elektronentheorie der Metalle (Barth, 1913)
- Karl F. Herzfeld Physikalische und Elektrochemie In Enciclopedia Klein de Ciencias Matemáticas Band V, Heft 6, págs. 947–1112 (Leipzig: BG Teubner, 1921)
- Karl F. Herzfeld Grösse und Bau der Moleküle En Handbuch der Physik 1.ª ed., banda 22, ed. A. Smekal, págs. 386–519 (Berlín: Springer-Verlag, 1924) (segunda ed., banda 24, 1933, págs. 1–252).
- Karl F. Herzrfeld, Kinetische Theorie der Wärme En Müller-Pouillets Lehrbuch der Physik Band 3 (Braunsweig: F. Viewig und Sohn, 1925)
- Karl F. Herzfeld Klassische Thermodynamik En Handbuch der Physik 1st ed., Band 9, págs. 1-140 (Berlín, Springer-Verlag, 1926)
- Karl F. Herzfeld y KL Wolf Absorción y dispersión En Handbuch der Physik 1st ed., Band 20, pp. 480–634 (Berlín: Springer-Verlag, 1928)
- Karl F. Herzfeld Gittertheorie der festen Körper En Handbuch der Experimental Physik Band 7, eds. W. Wien y F. Harms, págs. 325–422 (Leipzig: Akademische Verlagsgesellschaft, 1928)
- Karl F. Herzfeld y HM Smallwood La teoría cinética de gases y líquidos En Tratado de Química Física 2ª ed., vol. 1, ed. HS Taylor, págs. 73–217 (Nueva York: Van Nostrand, 1931)
- Karl F. Herzfeld y HM Smallwood Gases imperfectos y el estado líquido En Tratado de química física 2ª ed., vol. 1, ed. HS Taylor, págs. 219–250 (Nueva York: Van Nostrand, 1931)
- Karl F. Herzfeld Fenómenos de relajación en gases En termodinámica y física de la materia vol. 1, ed. F. Rossini, págs. 646–735 (Princeton, Nueva Jersey: Princeton University Press, 1955)
- Karl F. Herzfeld y V. Griffing Física fundamental de los gases En Termodinámica y física de la materia vol. 1, ed. F. Rossini, págs. 111–176 (Princeton, Nueva Jersey: Princeton University Press, 1955)
- Karl F. Herzfeld y Theodore A. Litovitz Absorción y dispersión de ondas ultrasónicas. Volumen 7 de física pura y aplicada, (Academic Press, 1959)
- Karl F. Herzfeld Física fundamental de los gases (Princeton University Press, 1961)
- Karl F. Herzfeld Preguntas en mecánica estadística: algunos puntos de vista reaccionarios por Karl F. Herzfeld (Centro de Estudios Teóricos, Universidad de Miami, 1971)